# Värsta språket
Värsta språket var ett svenskt TV-program som handlade om det svenska språket och sändes i SVT mellan oktober 2002 och april 2003. Programmet producerades av Karin af Klintberg och Johan Ripås med Fredrik Lindström som programledare. Programmet behandlade språkfrågor. Mycket av det som togs upp i programmen finns även att läsa om i Lindströms två böcker Världens dåligaste språk och Jordens smartaste ord.
Ett återkommande inslag i programmet var ”Språkpolisen”, där Fredrik Lindström intervjuade en så kallad språkpolis, alltså en person som gillar att rätta andra personer. Det slutade ofta med att Lindström tyckte att han rättade språkpoliserna. Ett annat, enligt Kristina Lugn kultförklarat, inslag var ”Språkbågen”, där Lindströms medarbetare åkte runt i landet och pratade med folk med olika dialekter.
Programmet fick 2004 en norsk variant kallad Typisk norsk på NRK, och 2006 en uppföljare, Svenska dialektmysterier.

### Fotnoter
1. 1 2  Värsta språket, eftertexter.[källa från Wikidata]